# Micetoma
El micetoma és una malaltia infecciosa granulomatosa crònica i progressivament destructiva, generalment del peu, però que pot afectar qualsevol part del cos; incloent la boca, la mà, el cuir cabellut, el si maxil·lar, l'interior del crani, el pulmó, el ronyó, la cama, el genoll, la regió lumbar, l'engonal o la zona anterior de la paret de l'abdomen. També rep el nom de peu de Madura perquè va ser a finals del segle xix a la ciutat índia de Madura (actualment Madurai) on es va informar d'aquesta malaltia. La infecció s'adquireix per l'entrada de determinats fongs (eumicetoma) o bacteris aerobis filamentosos (actinomicetoma) en el teixit subcutani a través d'una petita ferida, com una punxa clavada o traumatismes menors. Afecta sobretot homes d'entre 20 i 40 anys que treballen a l'exterior, de vegades descalços o amb calçat descobert, com agricultors o pastors. El micetoma es caracteritza per una tríada de símptomes: massa subcutània indolora, formació de múltiples cavitats en els teixits infectats i secrecions purulentes. Generalment l'afectació s'estén i implica pell, estructures profundes subcutànies i os, amb el resultat de deformitats i pèrdua de funcionalitat irreversible. Acostuma a manifestar-se després d'un període d'incubació variable, que pot oscil·lar entre uns 2-3 mesos i més d'un any a partir de la infecció inicial. Poques vegades, els micetomes es presenten com una única lesió quística, són la causa d'una estenosi del canal vertebral lumbar o d'una rinosinusitis fúngica no invasiva, apareixen en els pulmons d'individus immunodeficients o simultàniament amb una cromomicosi, es formen a l'interior de la bufeta urinària, originen un pneumotòrax, comprimeixen la medul·la espinal cervical o es desenvolupen en la paret abdominal amb infiltració del budell gruixut. La troballa d'un micetoma al ronyó amb característiques suggestives d'un tumor maligne o localitzat al crani és molt inusual. Encara que és un fet rar, poden haver-hi eumicetomes causats per la concorrència infecciosa de dues espècies diferents de fongs en persones immunocompetents. És molt freqüent aïllar diversos bacteris que no pertanyen al gènere Actinomyces en els cultius microbiològics de les lesions dels actinomicetomes, predominantment Streptococcus anaerobis i bacils gramnegatius.
En alguns casos de micetoma pot ser necessària l'amputació del peu. El tractament farmacològic dels micetomes depèn del microorganisme causal. Per regla general, els actinomicetomes solen respondre bé a la medicació antibacteriana, mentre que els eumicetomes requereixen amb molta freqüencia algun tipus de procediment quirúrgic a més a més de l'administració d'antifúngics. Excepcionalment, les particulars característiques cliníques i/o dels resultats de les proves d'imatge mèdica d'un adenoma mamari, d'una cromoblastomicosi, d'un aspergil·loma pulmonar amb hemoptisi massiva, d'una hialohifomicosi cutània atípica, d'una esporotricosi, o d'una tuberculosi cutània en el peu són molt similars a les del micetoma i cal fer un examen histopatòlogic per obtenir el diagnòstic de certesa de la lesió. Si bé el cultiu microbiològic és la prova de referència del micetoma, en zones amb una infraestructura sanitària precària, la microscòpia òptica permet moltes vegades una identificació vàlida del patogen que l'origina. La punció aspirativa amb agulla fina guiada per ultrasons també és una eina diagnòstica útil quan es sospita la presència d'un micetoma.
L'any 2016, l'OMS va incloure el micetoma a la llista de malalties tropicals desateses.
El micetoma és causat pels saprotrofs comuns que es troben en el sòl i en arbustos espinosos de països tropicals i subtropicals amb clima semidesèrtic, especialment els d'àmplies zones d'Àfrica, Orient Mitjà, Amèrica i Àsia. Això no obstant, s'han descrit també casos autòctons a zones d'Europa que tenen un clima temperat. Els micetomes també es desenvolupen en animals no humans, com ara gossos, cavalls tigres, gats, cabres o bestiar boví.
Els agents patògens que poden originar micetomes són:
- Madurella mycetomatis (fong)[62]
- Madurella pseudomycetomatis (fong)[63]
- Madurella grisea (fong)[64]
- Microsporum cani (fong)[65]
- Nocardia aobensis (bacteri)[66]
- Nocardia africana (bacteri)[67]
- Nocardia blacklockiae (bacteri)[68]
- Nocardia boironii (bacteri)[69]
- Nocardia brasiliensis (bacteri)[70]
- Nocardia farcinica (bacteri)[71]
- Nocardia harenae (bacteri)[72]
- Nocardia mexicana (bacteri)[73]
- Nocardia nova (bacteri)[74]
- Nocardia transvalensis (bacteri)[75]
- Nocardia yamanashiensis (bacteri)[76]
- Actinomadura madurae (bacteri)[77]
- Cellulosimicrobium cellulans (bacteri)[78]
- Streptomyces cinnamoneus (bacteri)[79]
- Streptomyces griseus (bacteri)[80]
- Streptomyces somaliensis (bacteri)[81]
- Streptomyces sudanensis (bacteri)[82]
- Scedosporium apiospermum (fong)[83]
- Biatriospora mackinnonii (fong)[84]
- Nigrograna mackinnonii (fong)[85]
- Bipolaris spp. (fongs de la familia Pleosporaceae)[86]
- Candida spp. (llevats)[87]
- Curvularia spp. (un gènere de fongs hifomicets)[88]
- Emarellia spp. (fongs de l'ordre Pleosporales)[89]
- Trichophyton spp. (fongs ascomicots)[90]
- Chaetomium atrobrunneum (fong)[91]
- Cladophialophora bantiana (fong)[92]
- Cylindrocarpon destructans (fong)[93]
- Cylindrocarpon lichenicola (fong)[94]
- Diaporthe phaseolorum (fong)[95]
- Exophiala jeanselmei (fong)[96]
- Gordonia soli (bacteri)[97]
- Gordonia westfalica (bacteri)[98]
- Fusarium falciforme (fong)[99]
- Fusarium solani (fong)[100]
- Fusarium solani var. keratoplasticum (fong)[101]
- Fusarium subglutinans (fong)[102]
- Acremonium spp. (floridures saprofítiques de la família Hypocreaceae)[103]
- Aspergillus nidulans (fong)[104]
- Falciformispora lignatilis (fong)[105]
- Aspergillus sydowii (fong)[106]
- Aspergillus flavus (fong)[107]
- Actinomadura mexicana (bacteri)[108]